# Unit 13
Unit 13 – trzecioosobowa strzelanina wyprodukowana przez Zipper Interactive i wydana przez Sony Computer Entertainment na konsole PlayStation Vita. Jej światowa premiera miała miejsce 6 marca 2012 roku, a europejska 9 marca 2012 roku.